# Chiquititas (telenovela mexicana)
Chiquititas foi uma trama mexicana, adaptada por Cris Morena e autores mexicanos, e exibida em 1999 pela TV Azteca. Remake da versão original da Argentina, Chiquititas narra a saga de Belén, a mocinha da história, seguindo fielmente ao texto argentino em sua primeira temporada. No México, Chiquititas teve apenas uma temporada que lançou alguns produtos infantis e um CD. Teve uma audiência satisfatória na época. Em torno de 60 a 70 capítulos foram gravados, mas apenas 39 capítulos foram ao ar, devido a novela ter sido cancelada ainda na primeira temporada.

## Sinopse
A versão mexicana de Chiquititas seguiu fielmente o texto argentino, fazendo pequenas alterações em nomes de personagens. A novela conta a história de Martín Morán que depois de viver em Londres durante muitos anos, volta à Cidade do México para tentar ajudar na cura de sua irmã Gabi. Conhece a operária Belén Fraga, por quem se apaixona. Belén é uma jovem trabalhadora determinada e convicta de suas atitudes. Estudando para assistência social, ela é convocada para ser a diretora do lar Rincón de Luz, para fúria da megera Carlota.
No orfanato, Belén conhece as doces chiquititas Mili, Gina, Vivi, Anita, Rocío, Tati e Jime. Cada uma delas tem sua própria história, seus mistérios, segredos, e sonhos. Belén também leva para viver no orfanato a pequenina Sol, filha de sua falecida amiga Letícia. Além destes, ainda vivem outros personagens no Rincón de Luz, como a inspetora Ernestina, o bondoso cozinheiro Don Nacho, o atrapalhado irmão de Belén, Piojo; além dos meninos Mosca, Cork, Roña, Julián e Matías. Em  Rincón de Luz, os chiquititos e chiquititas do lar encontram a mãe e o pai que não tiveram.

## Elenco
Chiquititas e Chiquititos
- Ixche del Paso - Milena Morán Pereira (Mili)
- Mariana Magaña - Sol Rivera (Dani)
- Alejandra Haydeè - Jimena Gómez "Jime" (Pata)
- Angélica Magaña - Georgina ''Gina'' (Cris)
- Alejandra Semancas - Rocío (Bia)
- Paola Wong - Vivi
- Daniela Wong - Tati
- Maria Fernanda Cerecedo - Anita (Ana)
- Rodrigo Zurita - Cristián Gómez "Mosca" (Mosca)
- Iván Rafael González - Guadalberto Stopper "Cork" (Rafa)
- Herminio Alonso - Luis González "Roña" (Binho)
- Felipe Colombo - Julián (Júlio)
- Diego Medina - Matias (Mathias)

Elenco Adulto
- Ana Serradilla - Belén García (Carolina)
- Fabian Corres - Martín Morán (Júnior)
- Luciano Castro - Miguel Pereira (Miguel)
- Tere Tuccio - Letícia Rivera
- Mariana Lecuona - Gabriela Morán (Gabi)
- Masha Kostiurina como Dolores (Cíntia)
- Marta Aura - Ernestina Correa (Ernestina)
- José Abdalá - Don Nacho (Chico)
- Matías Baglivo - Ramiro Morán (José Ricardo Almeida Campos)
- Andrea Barbieri - Clara (Clarita)
- Mercedes Pascual - Carlota Morán (Carmen Almeida Campos)
- Evangeline Martínez - Alicia (Valentina)
- Jaír de Rubín - Felipe García "Piojo" (Beto)
- Patricia Rozas - Magdalena

## Trilha sonora
| Trilha sonora (1998) |                        |         |  |
| N.º                  | Título                 | Duração |  |
| 1.                   | "Rechufas"             |         |  |
| 2.                   | "Hasta diez"           |         |  |
| 3.                   | "Blue jean baby tatuá" |         |  |
| 4.                   | "Igual a los demas"    |         |  |
| 5.                   | "Mentiritas"           |         |  |
| 6.                   | "Señales"              |         |  |
| 7.                   | "Por que Dios?"        |         |  |
| 8.                   | "Habia una vez"        |         |  |
| 9.                   | "Todo todo"            |         |  |
| 10.                  | "Te Encontre"          |         |  |

## Curiosidades
- Foi segunda adaptação de Chiquititas feita por outro país, a primeira sendo Chiquititas Brasil.
- Alguns integrantes do elenco da versão mexicana de Chiquititas obtiveram notoriedade posteriormente conhecidos por outros trabalhos: Felipe Colombo entrou para Chiquititas na versão argentina em 1999, como Felipe, um garoto mexicano, tornando-se um dos protagonistas das temporadas seguintes. Mais velho, ele entrou para o elenco de Rebelde Way, como um dos quatro membros da banda Erreway.
- O cenário era o mesmo das versões argentina e brasileira.
- As gravações começaram em novembro de 1998 nos estúdios da Telefe em Buenos Aires.
- A novela só durou 2 meses no ar devido a brigas judiciais.
- Essa foi a única adaptação de uma obra de Cris Morena fora da Televisa, que adaptou os enredos posteriores da autora: Rebelde Way, Floricienta, Amor mio e Verano de 98.
- O modelo de produção dessa trama seguiu o mesmo tipo de acordo firmado entre Telefe e SBT para a primeira versão brasileira da novela, em que a produção aconteceu na Argentina, porém, com elenco inteiramente mexicano.
- Essa foi a única versão da novela em que o orfanato Rincón de Luz iniciou a trama com seus internos sendo meninos e meninas, nas versões argentina e brasileira, a casa era exclusivamente feminina, até meados da segunda temporada.
- Um fato curioso é que essa versão possuía influências com a versão brasileira (nomes, características dos personagens).